# Salted Bomb
Als salted bomb (englisch für gesalzene Bombe) bezeichnet man ein theoretisches Konzept der Kernwaffentechnik, wonach eine Verstärkung und Verlängerung der Wirkungsdauer des radioaktiven Niederschlags eintritt. Das Prinzip der salted bomb wurde erstmals im Februar 1950 von Leó Szilárd postuliert. Szilárd, der an der Konstruktion der ersten Atomwaffe beteiligt war, wollte nicht den Bau einer solchen Bombe vorschlagen, sondern darauf aufmerksam machen, dass Waffen denkbar seien, die zur Vernichtung der gesamten Menschheit führen könnten. Es ist nicht bekannt, ob je eine solche Bombe gebaut wurde. Diese Art von Waffen ist der logische Endpunkt der Mutually Assured Destruction, bei der allen Seiten in einem Konflikt bekannt ist, dass der nukleare Erstschlag mit einem entsprechenden Gegenschlag beantwortet würde, der die zuerst zuschlagende Seite vernichtet. Ist üblicherweise damit „nur“ die militärische und wirtschaftliche Vernichtung gemeint, können gesalzene Bomben im schlimmsten Fall zur Auslöschung der gesamten Bevölkerung binnen kurzer Zeit führen.

## Postulierte Wirkungsweise
Das Konzept der salted bomb beinhaltet große Mengen eines stabilen Isotops, das im Mantel einer Fissions- oder Fusionsbombe verbaut wird. Durch die bei der Explosion freigesetzten Neutronen wird das Isotop in eine stark radioaktive Form (künstliches Radionuklid) umgewandelt. Dies führt zu einer deutlich stärkeren nuklearen Kontamination als bei herkömmlichen Kernwaffen und soll das Überleben in Bunkern bzw. nach deren Verlassen ausschließen. Neben Verfügbarkeit des Ausgangsstoffes und gewünschter Wirkung des entstehenden Radionuklids ist auch der Wirkungsquerschnitt entscheidend – ein Material, das kaum zum Neutroneneinfang bzw. zu (n,2n)-Reaktionen mit schnellen Neutronen, wie sie bei einer Atombombe auftreten, neigt, ist nicht für eine „gesalzene Bombe“ geeignet.

### Cobalt
Szilárd stützte seine Berechnungen auf Cobalt-60, das bei einer Halbwertszeit von 5,26 Jahren pro Kernzerfall zwei Gammaquanten mit hoher Durchdringungsfähigkeit emittiert. Die Gammastrahlung einer solchen Bombe würde die einer herkömmlichen Wasserstoffbombe in den ersten fünf Jahren um das 150-fache übertreffen. Da Gammastrahlung auch ohne Aufnahme in den Körper wirksam ist, während Alpha- und Betastrahlung harmlos sind, solange die entsprechenden Nuklide nicht im Körper sind, ist der Effekt der area denial einer Kobaltbombe erheblich.

### Andere mögliche Materialien
Weitere diskutierte Materialien sind z. B. das ebenfalls natürlich vorkommende Tantal-181, das durch Neutronenbeschuss in Tantal-182 mit einer Halbwertszeit von 115 Tagen überführt wird; es würde somit für kürzere Zeit extrem starke Strahlung erzeugen. Auch wurde Zink-64 vorgeschlagen, das für die Verwendung angereichert werden müsste und durch Neutronenbeschuss zu Zink-65 mit einer Halbwertszeit von 244 Tagen wird, was eine höhere Strahlungsleistung im Zeitraum von bis zu acht Monaten ergeben würde. Gold-197 (das einzige stabile und natürliche Goldisotop) würde zu Gold-198 mit einer Halbwertszeit von nur 2,69 Tagen umgewandelt, und so nur eine vergleichsweise kurzzeitige Kontamination verursachen. Auch gewöhnliches Kochsalz (Natriumchlorid) eignet sich. Das Reinelement Natrium wird zum Betastrahler 24Na (HWZ 14,957 Stunden), während sich aus den stabilen Chlorisotopen 35Cl und 37Cl die Betastrahler 36Cl und 38Cl bilden. Da 36Cl relativ langlebig ist, kann man anhand der erhöhten Konzentration dieses Isotops noch heute die Effekte von Kernwaffentests in Meerwasser nachweisen. Die natürlicherweise durch kosmische Strahlung gebildete Menge an 36Cl ist heute durch diese Kontamination nicht mehr die einzige Quelle dieses Isotops in der Umwelt.

## Militärischer Sinn

### Kurzlebige Radionuklide
Neben der Funktion der Abschreckung, können – je nach Halbwertszeit des verwendeten Nuklids und dessen spezifischer Eigenschaften – salted bombs auch Ziele verfolgen, die nicht-nukleare Waffen in geringerem Maßstab ebenfalls erfüllen. Ein Nuklid mit relativ geringer Halbwertszeit kann dafür eingesetzt werden, im Zielgebiet alles menschliche Leben auszulöschen, um dann nach Abklingen der Strahlung auf ein nicht mehr tödliches Niveau mit eigenen Truppen in das Gebiet vorrücken zu können. Allerdings ist, da die Strahlenkrankheit nur bei sehr hohen Dosen binnen Stunden (und nicht binnen Tagen und Wochen) tödlich verläuft, der Effekt gegen einen besonders verzweifelten oder skrupellosen Feind zweifelhaft. Es ist durchaus möglich, auch nach einer tödlichen Dosis ionisierender Strahlung noch kampffähig zu sein, insbesondere in der so genannten Walking-Ghost-Phase. Auf ähnliche Weise wurde Giftgas im Ersten Weltkrieg eingesetzt – mit ähnlichen Problemen, wie sich zum Beispiel 1915 beim Giftgasangriff auf Osowiec an der Ostfront zeigte.

### Längerlebige Radionuklide
Längerfristig wirksame Radionuklide wie zum Beispiel Cobalt-60 können bei einer hinreichend hohen Dosis den Aufenthalt im betroffenen Gebiet komplett unmöglich machen. Sie verhalten sich damit ähnlich wie Landminen. Da die Halbwertszeit länger ist, als Vorräte in Atomschutzbunkern üblicherweise angelegt sind, kann bei Erreichen einer Strahlendosis, die den Aufenthalt an der Oberfläche auch nur für die kurze Zeit einer Evakuierung tödlich macht, ein Gebiet komplett entvölkert werden. Ein weltweites Szenario dieser Art wird im Film und Roman Das letzte Ufer dargestellt.

## Unbeabsichtigte Entstehung

Entwicklung der ^{14}C-Konzentration in der Erdatmosphäre. Da es bereits vor 1955 Kernwaffentests, aber keine zuverlässigen Messungen gegeben hat, ist der „natürliche“ Wert niedriger als der Referenzwert von 1955.

Wie weiter oben ausgeführt können auch häufig vorkommende Materialien durch Neutronenaktivierung radioaktive Isotope bilden. Während übliche strukturelle Materialien der Bombe selbst (bei Verwendung von Stahl und Plastik vornehmlich Eisen, Kohlenstoff, Wasserstoff und Sauerstoff) dieses Problem nur in geringem Umfang aufweisen, ist bei boden- oder wassernaher Zündung immer mit einer entsprechenden Kernreaktion mit Materialien der Umgebung zu rechnen. Bei Zündung in der Atmosphäre entsteht durch die (n,p)-Reaktion aus 14N das schwach radioaktive Kohlenstoff-14. Durch atmosphärische Kernwaffentests Mitte des 20. Jahrhunderts wurde die 14C-Konzentration in der Atmosphäre kurzzeitig derart erhöht, dass entsprechende Proben für die Radiokohlenstoffdatierung entsprechend kontaminiert sind. Dieser Kernwaffen-Effekt ist inzwischen – unter anderem durch den „Verdünnungseffekt“ mit 14C-freiem fossilen CO2 – allerdings wieder größtenteils abgeklungen. Da der Fallout durch die Bombe bei Zündung am Boden weit verbreitet wird, nahm man in den USA nach Project Plowshare wieder davon Abstand, Kernexplosionen für „friedliche“ Zwecke durchzuführen. In der Sowjetunion wurde das analoge Programm bis in die späten 1980er-Jahre fortgeführt, jedoch nach dem Zusammenbruch der UdSSR beendet. Der – noch immer radioaktiv kontaminierte – Schagansee im heutigen Kasachstan ist eines von mehreren Überbleibseln der „Testläufe“ der Sowjets für den seinerzeit geplanten (nuklear zu grabenden) Pechora–Kama-Kanal.